# Ariès
La Société des Automobiles Ariès è stata una casa automobilistica francese attiva dal 1903 al 1938.

## Storia

### I primi anni
L'azienda venne fondata appunto nel 1903 dal barone Charles Petite, giovane ingegnere di nobili origini laureatosi alla École centrale des arts et manufactures di Parigi. La sede operativa fu inizialmente fissata ad Asnières, ma nel giro di breve tempo sarebbe stata trasferita a Villeneuve-la-Garenne, non tanto per esigenze economiche, quanto per esigenze organizzative dovute ad un contratto siglato con la Aster per la fornitura di motori prodotti da quest'ultima per le nuove vetture Ariès. Il nome scelto per questo marchio è immediatamente traducibile in italiano come Ariete, evocando così forza, audacia ed agilità, tutte caratteristiche che il barone Petite volle racchiudere nelle sue auto e nella loro filosofia costruttiva.
Già alla fine del 1903 i primi due modelli a marchio Ariès vennero presentati al Salone di Parigi: si trattava della Type A con motore bicilindrico e trasmissione a cardano, e della 12/14 HP Type B con motore a 4 cilindri e trasmissione a catena. Le vetture Ariès vennero da subito apprezzate per la loro affidabilità e robustezza. Nel 1904, dopo appena un anno di attività, la gamma si estese a ben sei modelli, dalle già citate Type A e Type B alla 8/10 HP Type C, sempre bicilindrica, fino alla 30/35 HP Type F, decisamente più impegnativa sul piano economico.
A partire dal 1905 la gamma evolse con migliorie ai modelli, che vennero via via identificati con altre denominazioni, mentre vi fu il debutto della casa francese nelle competizioni, in particolare imponendosi al Concours de l'A.C. de Touraine alla Coupe de Compiègne e al Concours de Ville de l'A.C.F.. Dalle fasce di mercato medio-alte si passò velocemente a quelle di lusso e così nel 1906 venne lanciata la 50 HP, spinta da un motore da ben 12 litri di cilindrata. Ma il modello faro della casa di Villeneuve-la-Garenne fu la Type P 20/30 HP, introdotta nel 1907 e che avrebbe conosciuto una carriera commercialmente brillante e relativamente lunga, essendo stata proposta in listino fino allo scoppio della prima guerra mondiale. Proprio da questo modello venne derivata la prima vera vettura a marchio Ariès concepita per le competizioni, equipaggiata con un motore a quattro valvole per cilindro e con cambio a 4 marce. Nel frattempo cominciò anche la produzione di camion e autobus, proposti in diverse varianti differenti fra loro per la portata massima (da 700 kg a 6,5 tonnellate) e quindi anche per la potenza del loro motore. Il successo dei camion e autobus di casa Ariès varcò rapidamente i confini nazionali: grosse percentuali di vendite si ebbero infatti in Regno Unito, in Spagna e persino in America Latina. Oltreoceano furono particolarmente apprezzate anche le autovetture Ariès allestite come taxi per gli Stati Uniti. La crisi economica dovuta al panico del 1907 spinse la Ariès ad introdurre in gamma nel 1908 un modello economico come la 6HP, seguito l'anno seguente dalla Type S da 15 CV fiscali.
Nel 1910 si ebbe invece il debutto della Type S6, la cui sigla indicava il frazionamento a 6 cilindri del suo propulsore, per la prima volta in una vettura Ariès. Si trattava fra l'altro di un motore a V stretto (15°), architettura riproposta di lì a poco anche sotto il cofano di modelli più economici, come la Type V con motore da 1,1 litri, caratterizzata fra l'altro anche dalla distribuzione desmodromica. L'innovazione meccanica si estese anche ad altri comparti delle vetture Ariès, come ad esempio il retrotreno a ponte De Dion, che venne esteso a tutta la gamma. Ed ancora, nel 1912 venne lanciato il primo modello dotato di motore avalve, ossia la Type P2. Il lancio del camion di media portata Type R6 fu una delle ultime novità di rilievo nella storia della Ariès prima dello scoppio della Grande Guerra.
Con l'avvento della Prima Guerra Mondiale, la produzione si concentrò quasi esclusivamente sui camion, destinati al trasporto di truppe, materiali, rifornimenti e vettovaglie. Solo una manciata di autovetture venne assemblata, destinata alle cariche militari e politiche. A partire dl 1916 vennero anche prodotti motori aeronautici Hispano-Suiza su licenza: a tale scopo venne costruito un secondo stabilimento a Parigi.

### I ruggenti anni '20
Al termine della Grande Guerra, la sede operativa della Ariès venne trasferita a Courbevoie e la produzione automobilistica fu riavviata con l'introduzione di un modello assai economico, la 5HP, che debuttò proprio alla fine del 1918. Nel 1920 la gamma venne integrata con la riproposizione della Type S d'anteguerra. A partire dal 1923 vi fu invece il lancio della Type CC4, evoluzione della Type CC2 pre-bellica proposta in svariate configurazioni, anche sportiveggianti. E proprio a proposito di competizioni, nel 1925 la casa di Courbevoie ritornò all'attività sportiva per la prima volta dopo la prima parentesi bellica: la vettura realizzata a tale scopo era nota come Ariès 3L Grand Sport e come suggerisce la denominazione era caratterizzata da un motore di 3 litri con distribuzione ad asse a camme in testa. Dopo le prime gare, in cui la 3L Grand Sport si distinse pur senza risultati di rilievo, si arrivò al 1926, anno in cui la vettura terminò al secondo posto in occasione della Coppa Boillot, ma soprattutto in cui conquistò importanti vittorie, tra cui la cronoscalata di Boulogne-Billancourt, la 6 Ore di Borgogna, la 24 Ore del Belgio, il Criterium International e persino la Targa Florio, dove si classificò prima nella sua categoria. Nel 1927, poi, arrivò finalmente anche la vittoria alla Coupe Boillot con la vettura di Robert Laly. Fra il 1926 e il 1928 la 3L Grand Sport partecipò anche alla 24 Ore di Le Mans, senza tuttavia ottenere in questo caso risultati di rilievo.
Per quanto riguarda la produzione di camion, l'immediato primo dopoguerra fu assai importante per la Ariès, poiché la necessità di rimuovere detriti, ricostruire e trasportare beni di prima necessità impose un largo utilizzo di questo genere di mezzi. Ma già dal 1923 la domanda calò a causa della concorrenza sempre più pressante e rappresentata principalmente dalla Renault e dalla Berliet. Anche la richiesta di autovetture cominciò a scemare via via che ci si inoltrò negli anni '20 del secolo scorso e questo sempre a causa della concorrenza, che fra l'altro vide imporsi costruttori come la neonata Citroën, la cui produzione era basata sulla produzione in serie in catena di montaggio, aspetto che consentì alla cs del "double chevron" di abbattere sensibilmente i costi di produzione e di proporre le sue vetture a prezzi inferiori. La Ariès sopravvisse solo grazie alla scomparsa di altri costruttori concorrenti, ma economicamente più fragili ed impostò quindi progressivamente la sua produzione automobilistica basandola sul modello unico, che in questo caso era rappresentato dalla 9/40 HP, con cui la casa di Courbevoie riuscì a superare le difficoltà finanziarie causate dalla Grande depressione.

### Gli anni '30
Nel 1934 venne introdotta la Super 10/50, dotata di numerose novità tecniche, come il motore a valvole di aspirazione in testa e di scarico laterali, la trasmissione a doppio demoltiplicatore (ossia 3 marce selezionabili su due range di rapportatura), lo sterzo a doppio giunto cardanico e la guida a sinistra. La situazione finanziaria rimase comunque delicata: il barone Petite, ancora alla guida dell'azienda, suggerì una alleanza fra costruttori, un po' sulla falsariga di quanto avevano fatto in Germania i quattro principali costruttori sassoni, che nel 1932 si erano uniti a formare la Auto Union. Ma nessuno aderì alla sua proposta: fu così che nel 1938 la Ariès terminò la propria produzione automobilistica dopo una produzione totale di 20.000 vetture. Alla fine della Seconda Guerra Mondiale, per alcuni decenni, continuò invece la produzione di camion.